# Marvin Sonsona
Marvin Deocadez Sonsona (* 25. Juli 1990 in General Santos) ist ein philippinischer Boxer im Superfliegengewicht. Er wurde von Nonito Donaire senior trainiert und wird von Jun Agrabio trainiert. Gemanagt wird er von Rajan Yraola.

## Profikarriere
Am 7. Juli 2007 gab Sonsona mit einem einstimmigen Punktsieg gegen Richard Donaire sein Profidebüt. Am 4. September 2009 errang er den WBO-Weltmeistertitel, als er José López einstimmig nach Punkten schlug. Diesen Gürtel hielt er bis zum 21. November desselben Jahres. Sonsonas (Spitzname „Marvelous“) Kampfbilanz lautet 20 Siege bei je einem Unentschieden bzw. einer Niederlage.